# Касьма (деревня)
Касьма́ — упразднённая деревня в Гурьевском районе Кемеровской области. Входила в состав Касьминского сельсовета.

## История
Во времена Российской империи — деревня в составе Салаирской волости Кузнецкого округа Томской губернии. Официально называлась Касьминская.
Постановлением Президиума Запсибкрайисполкома от 2 февраля 1935 года, в составе Касьминского сельсовета, вошла во вновь образованный Гурьевский район из сельской местности города Ленинск-Кузнецкий.
В 1952 году Касьма вошла в состав Дмитриевского сельсовета.
В 1963 году, в связи с укрупнением районов, вошла в состав Беловского района.
Решением Кемеровского облисполкома № 238 от 17 мая 1978 года, деревня Касьма была упразднена и исключена из списка учётных данных.
В деревне были леспромхоз, начальная школа, библиотека, медпункт, сельсовет.

## География
Деревня Касьма была расположена в северо-западной части Гурьевского района на левой стороне по течению реки Касьма, между впадениями в неё рек Лебедиха и Землянуха, на расстоянии 2 километров от посёлка Тайгинский леспромхоз и в 5 км от границы Кемеровской и Новосибирской областей. Рядом с бывшим населённым пунктом проходит гравийная дорога Урск — Тайгинский леспромхоз.
В настоящее время — урочище на фоне опустевшего населённого пункта. Территория бывшей деревни находится на землях лесного фонда, относящихся к Гурьевскому лесничеству.
Центральная часть бывшего населённого пункта расположена на высоте 323 метра над уровнем моря.

## Население
| 1893 | 1911 | 1968 |
| ---- | ---- | ---- |
| 132  | 120  | 45   |

В настоящее время население полностью отсутствует.

## Транспорт
Добраться до Касьмы можно по гравийной дороге Урск — Тайгинский леспромхоз, которая проходима практически для любого вида транспорта.